# Napeogenes juanjuiensis
Napeogenes juanjuiensis är en fjärilsart som beskrevs av Fox och Real 1971. Napeogenes juanjuiensis ingår i släktet Napeogenes och familjen praktfjärilar. Inga underarter finns listade i Catalogue of Life.